# Xaver Zembrod
Xaver Zembrod (* 28. Juli 1966 in Pfullendorf) ist ein ehemaliger deutscher Fußballspieler, der jetzt als Trainer tätig ist. Er arbeitet seit 2014 als Co-Trainer unter unterschiedlichen Cheftrainern bei deutschen Profivereinen.  Bis März 2023 war er unter Julian Nagelsmann beim FC Bayern München tätig. Am 9. Juli 2024 wurde er bei Eintracht Frankfurt als Co-Trainer vorgestellt und assistiert Dino Toppmöller.

## Karriere als Spieler
Xaver Zembrod spielte in der Jugend beim SC Pfullendorf. Über die Stationen TSV Ofterdingen, TSV Bodelshausen, SC Pfullendorf, VfR Mannheim und TSG Pfeddersheim wechselte er in die Regionalliga Süd. In dieser Spielklasse, die damals die dritthöchste im deutschen Fußball war, absolvierte er 23 Spiele für die Stuttgarter Kickers. Er spielte auch in allen drei Spielen in der Hauptrunde des DFB-Pokals 1994/95. Außerdem stand er mit den Stuttgarter Kickers im Finale der deutschen Amateurmeisterschaft 1995, in dem diese dem VfL Osnabrück mit 2:4 nach Verlängerung unterlagen. Nach einem Jahr in Stuttgart blieb er der Regionalliga für zwei weitere Saisons beim SV Darmstadt 98 erhalten.
Die letzten Stationen seiner aktiven Karriere als Spieler waren SGK Heidelberg und die TSG 1899 Hoffenheim.
Xaver Zembrod war Mannschaftskapitän der deutschen Nationalmannschaft der Studenten, die 1993 bei der Universiade in Buffalo, New York in den Vereinigten Staaten die Bronzemedaille gewann.

## Karriere als Trainer
Nachdem Zembrod bereits bei seinem letzten Verein als Fußballer, dem FC Zuzenhausen, als Spielertrainer fungiert hatte, folgten weitere Stationen als Trainer; so war er zunächst für die SGK Heidelberg verantwortlich. Nach diesem Job kümmerte er sich vor allem um den Nachwuchs, so war er ab Beginn des Jahres 2002 bis April 2007 hauptamtlich beim DFB als Stützpunktkoordinator für den Bereich Nordbaden zuständig. Des Weiteren fungierte er in dieser Zeit auch als Co-Trainer bei den U-15-, U-16- und U-17-Nationalmannschaften des Deutschen Fußball-Bundes. Ab 2004 war er zudem für die U14 und U15 des Badischen Fußballverband als BFV-Auswahltrainer tätig.
Von 2007 bis Mai 2011 war Zembrod als Jugendkoordinator in der Nachwuchsakademie der TSG 1899 Hoffenheim tätig und trainierte gleichzeitig diverse Jugendmannschaften des Vereins. In dieser Zeit war Julian Nagelsmann sein Co-Trainer.
Zu Beginn der Spielzeit 2011/12 übernahm Zembrod den Trainerposten von Marcus Sorg bei der zweiten Mannschaft des SC Freiburg, als dieser zum Trainer der Profimannschaft aufrückte. Ab Januar 2012 war er des Weiteren sportlicher Leiter der Freiburger Fußballschule.
Vom 23. Januar 2014 bis zum 20. April 2015 assistierte Zembrod Tayfun Korkut als Co-Trainer bei Hannover 96. Vom 15. Juni bis Dezember 2016 war er, wieder Korkut assistierend, als Co-Trainer beim 1. FC Kaiserslautern tätig. Vom 6. März 2017 bis zum Ende der Saison 2016/17 assistierte er erneut Korkut bei Bayer 04 Leverkusen. Zum Saisonwechsel blieb er dem Trainerteam von Heiko Herrlich und nach dessen Entlassung auch dem von Peter Bosz erhalten. Am 26. August 2020 wurde Zembrod von RB Leipzig aus seinem Vertrag in Leverkusen heraus gekauft, Zembrod wechselte direkt im Anschluss zum Ligakonkurrenten RB Leipzig, um dort unter Cheftrainer Julian Nagelsmann als Co-Trainer zu arbeiten.
Zur Saison 2021/22 folgte Zembrod seinem Chef Nagelsmann als Co-Trainer zum FC Bayern München. Dort wurde er unter anderem Supercup-Sieger 2021 und 2022 und gewann die deutsche Meisterschaft 2022. Ende März 2023 wurde Zembrod ebenso wie Nagelsmann vom Verein freigestellt.
Anfang Juli 2024 wurde Zembrod als Co-Trainer von Eintracht Frankfurt vorgestellt, wo er unter dem Cheftrainer Dino Toppmöller tätig ist, mit dem er schon unter Nagelsmann bei Bayern München zusammengearbeitet hat.

## Privates
Zembrod verfügt über ein abgeschlossenes Studium der Sportwissenschaften, Sportmedizin und Pädagogik und ist im Besitz der Fußball-Lehrer-Lizenz.